# Мари-Ан Либер
Мари-Ан Либер (Малмеди, провинција Лијеж, 7. април 1782 - Малмеди, провинција Лијеж, 14. јануар 1865.) је била белгијска ботаничарка и миколог. Била је једна од првих жена патолога биљака. Понекад је називају "Ан-Мари Либер".

## Младост
Мари-Ан Либер је рођена у Малмедију у априлу 1782. године, као дванаесто од тринаесторо деце Анрија-Жозефа Либера и његове супруге Мари-Жан-Бернадин Либер (рођене Дибоа). Родитељи, образовани припадници средње класе који су се бавили прерадом коже, препознали су њен интелектуални потенцијал. У почетку је била ученица школе сестара Sépulcrines у Малмедију. Са једанаест година родитељи су је послали у Прим у Немачкој да научи немачки и виолину, које је брзо савладала. Њен отац је препознао растуће интересовање своје ћерке за егзактне науке и предавао ју је алгебру и геометрију, како би могла да га прати у послу. 
У годинама када су друге девојке само желеле да се забављају, Мари-Ан Либер је била мотивисана жеђу за знањем: све ју је занимало, желела је да зна све. Природа ју је посебно привлачила; провела је дуге сате шетајући подручјем Малмеди, посебно у Високим Фенсима. Она је посматрала, сакупила многе минерале и биљке, а затим их идентификовала у очевој канцеларији, каталогизирајући их и класификујући. Како је већина референтних радова написана на латинском, почела је сама да учи латински.

## Ботаника и микологија
Њен рад у ботаници, тачније у криптогамским биљкама, донео јој је међународну репутацију. Дописивала се са научницима у Белгији и даље. Такође је једно време сарађивала са др Леженом из Вервјеа, који је припремао каталог биљака Одељења Орт. Др Лежен је упознао Либерову са швајцарским ботаничаром Аугустином Пирамисом де Кандолеом, који ју је охрабрио да ради на криптогамској флори. Либерова је касније сачинила криптогамску флору Ардена.
Била је једна од првих која је идентификовала организам одговоран за болест кромпира "касне гљивице", коју је назвала Botrytis vastatrix Lib. а о чему је дала детаљан опис у извештају написаном у августу 1845. Немачки миколог Антон де Бари надовезао се на ово откриће, између осталог, када је 1876. показао да је оомицета, Phytophthora infestans, како ју је преименовао, била узрочник касне пламењаче, а не последица како се тада још веровало.
Такође је описала неколико биљних патогених аскомицета (гљиве мешинарке), укључујући Alternaria cheiranthi (Lib.) PC Bolle (базионим: Helminthosporium cheiranthi Lib.), и Fusarium coeruleum Lib. ex Sacc., узрочник суве трулежи кромпира. Укупно је описала преко 200 нових таксона.

## Друга интересовања
Проучавање древних језика усмерило је њену пажњу на археологију. Последњих година свог живота, када јој године више нису дозвољавале да се лако креће по селу, посветила је доста времена историји Кнежевине Ставелот-Малмеди. Она је историји и археологији дала исту научну озбиљност као и својим ботаничким студијама, користећи све доступне изворе.
Поред свог хербаријума, формирала је изузетну колекцију бисера добијених од великих бисерних шкољки пронађених у изобиљу у реци Амблев и њеним притокама. Сакупила је и велику колекцију новчића.
Ова интензивна научна активност није била препрека њеном ангажовању у породичном бизнису. Имала је исту одлучност као у свом истраживању, исту жељу да учини добро. Са својом браћом успела је да направи велико проширење мале кожаре коју су наследили од родитеља. Након кратке болести, Мари-Ане Либер је умрла у Малмедију 14. јануара 1865.

## Почасти
По њој су названи таксони Libertia (род из породице Ириса), као и Asterolibertia, Libertiella и Myxolibertella (родови гљива мешинарки).
„Cercle naturaliste de la région de Malmedy“, основан 1951. године, који је касније постао „Cercle Royal Marie-Anne Libert“, добио је своје име у њену част. Године 1965, на стогодишњицу њене смрти, у Парку кожара (Парк Мари-Ан Либер) у Малмедију постављена је стела украшена медаљоном са њеним ликом. Улица у Малмедију ("Rue Marie-Anne Libert") добила је њено име 1925.
Године 1820. постала је придружени члан Société Linnéenne de Paris (Линеовог удружења Париза), а цар Фридрих-Вилхелм III јој је доделио златну медаљу за заслуге. Била је прва жена позвана да се придружи Société Royale de Botanique de Belgique (Краљевском удружењу ботаничара Белгије) 1862.

## Публикације
Libert M-A (1813). Cryptogamie, In Flore des environs de Spa … vol. 2 (ALS Lejeune). Chez Duvivier, Liège, Belgium: 272–285.
Libert M-A (1820). Sur un genre nouveau de'Hépatiques, Lejeunia. Annales Générales des Sciences Physiques 6: 372–374.
Libert M-A (1827a). Mémoires sur des cryptogames observées aux environs de Malmedy. Secrétariat de la Société Linnéenne, Paris, France [preprint of Libert (1827b) and (1827c) combined, TL-2 4496].
Libert M-A (1827b). Illustration du genre Inoconia, dans la famille des Algues. Mémoires de la Société Linnéenne de Paris 5: 402–403. [Some details from Libert's description of Inoconia are reproduced by Du Mortier (1865)]
Libert M-A (1827c). Observations sur le genre Asteroma, et description de deux espèces appartenant à ce genre. Mémoires de la Société Linnéenne de Paris 5: 404–406.
Libert M-A (1829). Description d'un nouveau genre de champignons nommé Desmazierella. Annales des Sciences Naturelles 17: 82–83.
Libert M-A (1829–1830). Mémoire concernant les plantes cryptogames qui peuvent être réunies sous le nom d'Ascoxylacei. Mémoires de la Société Royale des Sciences, de l'Agriculture et des Arts de Lille: 174–176.
Libert M-A (1830–1837). Plantae cryptogamicae quas in Arduenna collegit M.A. Libert …, 4 vols. Typis Jacobi Desoer, Leodii [Liège, Luik], Belgium [TL-2 4497].
Libert M-A (1836). Précis des observations sur la famille des Hypoxylons. Annales des Sciences Naturelles 7: 121–125.

## Радови
- (1826). Mémoires sur des cryptogames observées aux environs de Malmedy
- (1830–1837). Plantae cryptogamicae quas in Arduenna collegit M. A. Libert. 4 volumes, i.e. exsiccata work